# Saint-Paul-les-Fonts
Saint-Paul-les-Fonts är en kommun i departementet Gard i regionen Occitanien i södra Frankrike. Kommunen ligger i kantonen Bagnols-sur-Cèze som tillhör arrondissementet Nîmes. År 2022 hade Saint-Paul-les-Fonts 1 047 invånare.

## Befolkningsutveckling
Antalet invånare i kommunen Saint-Paul-les-Fonts
Referens:INSEE